# Matthias Hagner
Matthias Hagner (* 15. August 1974 in Gießen) ist ein ehemaliger deutscher Fußballspieler und -trainer.

## Vereinskarriere
Hagner begann seine Karriere als Fußballer bei seinem Heimatverein FC Burgsolms. Von dort aus wechselte er 1992 zum Bundesligisten Eintracht Frankfurt. Dort erreichte er zwar in der Saison 1995/96 mit zehn Treffern seine beste persönliche Bilanz, stieg mit der Eintracht jedoch ab.
Zwischen 1996 und 1998 spielte er beim VfB Stuttgart, mit dem er 1997 DFB-Pokal-Sieger wurde. Anschließend war er zwei Jahre bei Borussia Mönchengladbach aktiv, wo er 1999 zum zweiten Mal abstieg. Danach spielte er zwischen 2001 und Dezember 2002 bei Greuther Fürth. Dort konnte er sich jedoch nicht durchsetzen und bestritt in den 2 Jahren in Fürth nur zehn Spiele.
Nach einem Jahr beim Oberligisten FSV Frankfurt schloss sich ein dreijähriges Engagement beim Zweitligisten 1. FC Saarbrücken an. Nach dessen Abstieg in die Regionalliga Süd wechselte Hagner zurück zum FSV Frankfurt in die Oberliga Hessen. Mit dem FSV schaffte er zwischen 2006 und 2008 den Durchmarsch in die 2. Bundesliga. Zur Saison 2009/10 wechselte Hagner zu Eintracht Wetzlar in die Verbandsliga Hessen Mitte und stieg mit dem Verein zum Ende der Saison in die Hessenliga auf. Aufgrund von Meinungsverschiedenheiten verließ Hagner den Verein zur Winterpause der Saison 2010/11.
Hagner bestritt insgesamt 102 Bundesliga-Spiele mit 22 Toren sowie 79 Spiele mit neun Toren in der 2. Bundesliga.

## Trainerkarriere
In der Saison 2011/12 trainierte Hagner den mittelhessischen Verbandsligisten VfB Gießen, nachdem er zwischen 2006 und 2007 bereits Erfahrungen bei der zweiten Mannschaft des FSV Frankfurt gesammelt hatte. Nach seinem Engagement in Gießen betreute er in der Spielzeit 2012/13 den Hessenligisten FSV Braunfels. Zur Saison 2013/14 unterschrieb Hagner Mitte April einen Einjahresvertrag als Trainer der zweiten Mannschaft der Sportfreunde Siegen, wo er Daniel Cartus beerbte. Nach dem Wechsel von Michael Boris zu den Sportfreunden Lotte im Januar 2014 übernahm Hagner dessen Posten als Cheftrainer der ersten Mannschaft. Am 3. November 2014 wurde Hagner nach nur zwei Siegen aus zehn Spielen als Trainer der Sportfreunde entlassen. Sein Nachfolger wurde wiederum Michael Boris. Anschließend begann er als Jugendtrainer des JFV FC Aar und seit 2018 trainiert er die E-Jugend des SSC Juno Burg.

## Persönliches
Hagner ist verheiratet und hat 4 Kinder. Er studierte ab 2015 Psychologie an der Justus-Liebig-Universität Gießen und arbeitet heute in einer Einrichtung für psychisch erkrankte Menschen.